# 얼음 위에 서 있는 것처럼
〈얼음 위에 서 있는 것처럼〉(일본어: 氷の上に立つように 코리노우에니타츠요니[*])는 코마츠 미호의 여섯 번째 싱글로 1998년 10월 14일에 아메무라 오타운 레코드에서 발매됐다.

## 개요
〈소원은 단 하나〉 이래로 세 번째인 애니메이션 《명탐정 코난》의 타이업. 구입특전으로 《명탐정 코난》의 이면 자켓 카드가 봉입되어있다.
누계매상장수 20만장.

## 수록곡
1. 얼음 위에 서 있는 것처럼(氷の上に立つように)
  - 작사 · 작곡: 코마츠 미호, 편곡: 후루이 히로히토

애니메이션 온에어 버전은 원곡과 다른 부분이 있다.
2. One Side Love
  - 작사 · 작곡: 코마츠 미호, 편곡: 후루이 히로히토
3. 얼음 위에 서 있는 것처럼 (original karaoke)
4. One Side Love (original karaoke)

## 타이업
- 요미우리 TV 닛폰 TV계 전국 넷 애니메이션 《명탐정 코난》 여섯 번째 닫는 곡 (#1)

| TV 애니메이션 《명탐정 코난》 닫는 곡 1998년 7월 13일 (109화) ~ 1999년 1월 18일 (131화) |                                          |                                                      |
| 이전 곡: 코마츠 미호 〈소원은 단 하나〉                                                 | 코마츠 미호 〈얼음 위에 서 있는 것처럼〉 | 다음 곡: 루마니아 몬테비데오 〈Still for your love〉 |

## 출전
1. ↑  “JBOOK : 얼음 위에 서 있는 것처럼 : 코마츠 미호 : CD”. 《JBOOK》. 문교당. 2013년 8월 11일에 확인함.[깨진 링크(과거 내용 찾기)]